# Рикеттс, Джеймс
Джеймс Брювертон Рикеттс (англ. James Brewerton Ricketts; 21 июня 1817 — 22 сентября 1887) — кадровый американский военный, генерал, генерал-майор федеральной армии во время Гражданской войны.

## Ранние годы
Рикеттс родился в городе Нью-Йорк. В 1835 году он поступил в военную академию Вест-Пойнт и окончил её 16-м по успеваемости в выпуске 1839 года. Его определили в 1-й артиллерийский полк в звании второго лейтенанта. Первый год он служил на северной границе в Платтсберге. В 1840 году он женился на Харриет Пирс, дочери Бенжамена Кендрика Пирса (брата будущего президента Франклина Пирса).
С 1840 по 1846 годы Рикеттс служил в различных фортах и 21 апреля 1846 года получил звание первого лейтенанта. В том же году он был отправлен в Мексику, где участвовал в сражении при Монтеррей и сражении при Буэна-Виста. За войну он не получил никаких званий, а после войны продолжил свою гарнизонную службу. 3 августа 1852 года получил звание капитана. С 1854 по 1856 год служил в техасе в форте Дункан. В 1854 умерла его жена и он повторно женился на Фрэнсис Лоуренс.

## Гражданская война
Когда началась гражданская война Рикеттс отправили служить в укрепления Вашингтона. Он командовал артиллерийской батареей во время захвата Александрии. Затем эта батарея была переведена в дивизию Самуэля Хейнцельмана и придана бригаде Уильяма Франклина.
В качестве командира батареи Рикеттс принял участие в первом сражении при Бул-Ран. В ходе боя его орудия оказались всего в 250 метрах от позиций 33-го вирджинского пехотного полка. Капитан полка повел полк в атаку; вирджинцы открыли огонь по батарее — при этом Рикеттс был ранен и попал в плен. Однако, за проявленную в бою храбрость он получил временное звание подполковника регулярной армии и одновременно звание бригадного генерала добровольческой армии США (звание присвоено задним числом за 21 июля). Он был представлен к этому званию президентом 27 марта 1862 года, но сенат утвердил звание только 28 апреля 1862 года.
В качестве пленного Рикеттс жил в Ричмонде, где к нему приехала его жена для помощи в излечении ранения. 18 декабря 1861 года был обменян на полковника Джулиуса Лэгнела.
Весной 1862 года он вернулся к службе и принял командование дивизией в корпусе Ирвина Макдауэлла. Дивизия состояла из трех бригад:
- Бригада Абрама Дьюри
- Бригада Зеалуса Тауэра
- Бригада Джорджа Хартсуффа

Он командовал этой дивизией в ходе начавшейся Северовирджинской кампании и участвовал в сражении у Кедровой Горы, после которого прикрывал отступление армии Бэнкса. Когда начиналось второе сражение при Булл-Ран, дивизия Рикеттса была направлена по приказу Макдауэлла к ущелью Торуфеир-Гэп, чтобы не дать корпусу Джеймса Лонгстрита возможности присоединиться к Джексону у Манассаса. Однако, Рикеттс отправил в ущелье только кавалерийский отряд, а сам с бригадой встал в Гейнсвилле, охраняя железную дорогу. Когда южане заняли ущелье и отбросили кавалерию, он отправил пехоту навстречу, но двигался слишком медленно. Его бригада вступила в перестрелку с противником в ущелье, однако, ввиду угрозы окружения, отступила. Это столкновение стало известно как Сражение при Торуфэир-Гэп.
30 августа дивизия Рикеттса была брошена в бой против наступающей пехоты Лонгстрита во время второго сражения при Булл-Ран. В этом бою был ранен генерал Тауэр, и его место занял полковник Уильям Кристиан (несмотря на то, что он не участвовал в последнем бою, ссылаясь на солнечный удар).
В сентябре Рикеттс участвовал в сражении при Энтитеме (в составе дивизии Хукера), где под ним были убиты две лошади. Во время падения второй он был тяжело ранен. Ещё находясь в отпуске по состоянию здоровья он участвовал в суде над генералом Фицджоном Портером. Он дал показания в пользу Портера, что испортило его отношения с военным ведомством и лишило его шансов на дальнейшее повышение по службе.
Он вернулся к полевой службе только в марте 1864 года. Ему поручили командовать дивизией в VI корпусе Джона Седжвика, с которой он прошел Оверлендскую кампанию. Дивизия имела плохую репутацию — она в основном состояла из тех частей, что были разбиты в сражении при Винчестере в июне 1863 года. Дивизия очень посредственно проявила себя в сражении в Глуши и ничем не проявила себя в сражении при Спотсильвейни. Но в сражении при Колд-Харбор дивизия сражалась неплохо, и 3 июня 1864 года Рикеттс получил временное звание полковника регулярной армии за Колд-Харбор.
В июле 1864 года дивизия Рикеттса, численностью 33350 человек, была переброшена на север, чтобы остановить наступление Джубала Эрли на Вашингтон. Она была задействована в сражении на Монокаси, где понесла тяжелые потери, удерживая левый фланг армии. За Монокаси президент Линкольн представил Рикеттса к временному званию генерал-майора добровольческой армии, и 14 февраля 1865 года Сенат утвердил звание. Рикеттс принял участие в рейде Шеридана в долине Шенандоа. Во время сражения на Седар-Крик он временно командовал VI корпусом, но вскоре был ранен пулей в грудь и сдал командование Труману Сеймуру. Несмотря на неизлечимые последствия, он всё же вернулся в строй за два дня до капитуляции генерала Ли при Аппоматтоксе.

## Послевоенная деятельность
В конце июля 1865 года Рикетсу поручили управлять вирджинским военным округом, и он находился на этой должности до 30 апреля 1866 года, когда покинул добровольческую армию. 10 апреля президент Эндрю Джонсон представил Рикеттса к временному званию бригадного генерала регулярной армии за отличие при Седар-Крик, и сенат утвердил присвоение 4 мая. 17 июля президент представил его к временному званию генерал-майора, и 23 июля звание было утверждено сенатом. В том же июле ему предложили место подполковника 21-го пехотного полка, но он отказался.
3 января 1867 года Рикеттс уволился из армии по причине проблем с ранами, полученными в ходе войны. До января 1869 года он служил в различных военных трибуналах. До конца жизни Рикеттс жил в Вашингтоне. Здоровье его так и не улучшилось. Он умер в своем доме 27 сентября 1887 года и был похоронен на Арлингтонском кладбище. Его жена была похоронена там же в 1900 году. Его сын Бэзил Норрис Рикеттс впоследствии служил в отряде «Rough Riders» под командованием Теодора Рузвельта и участвовал в испанской войне.